# Isabelle Olive
Isabelle Olive est une athlète française, née le 19 mai 1960, adepte de la course d'Ultrafond, championne d'Europe des 100 km en 1995 et championne du monde des 100 km par équipe en 1997 et 1999.

## Biographie
Isabelle Olive est licenciée au club de Earp Romans puis au CS Bourgoin-Jallieu. Son successeur national fut Martine Cubizolles sur la scène internationale[réf. nécessaire].

## Palmarès
- 2e performance française du 100 km sur route en 1997, en 7 h 40 min 9 s[1]
- Vice-championne du monde du 100 km sur route en 1997[1],[2],[3]
- Championne du monde du 100 km sur route par équipe en 1997 et 1999 (2e en 1994 et 1998)[1]
- Championne d'Europe du 100 km sur route en 1995[4]
- Championne d'Europe du 100 km sur route par équipes en 1995 et 1996 (2e en 1994)[5]
- 100 km de Vendée en 1995[6]
- Marathon de la Drôme en 2004
- Vainqueur du trail international les gendarmes et les voleurs du temps en 2003
- 4e (2e femme européenne) au Solukhumbu Trail 2011

## Records personnels
- Marathon : 2 h 46 min 49 s au marathon d'Albi en 1998[7]
- 100 km route : 7 h 40 min 9 s aux championnats du monde IAU des 100 km de Winschoten en 1997[5]